# XAI
xAI (Firmenname X.AI Corp.) ist ein US-amerikanisches Unternehmen, das 2023 von Elon Musk gegründet wurde und im Bereich der künstlichen Intelligenz (KI) tätig ist. Bekanntestes Produkt ist der KI-Chatbot Grok. Bereits seit kurz nach seiner Gründung war xAI eng verwoben mit dem ebenfalls in Besitz von Musk befindlichen sozialen Netzwerk X (vormals Twitter). Ende März 2025 übernahm xAI im Rahmen einer Neuorganisation von Musks Konzernen die Betreibergesellschaft von X, X Corp.

## Geschichte

### Vorgeschichte: Musks Rolle bei OpenAI
Im Jahr 2015 war Musk Mitbegründer und Mitvorsitzender des gemeinnützigen KI-Forschungsunternehmens OpenAI. Eigenen Aussagen zufolge investierte er letztlich 50 Millionen US-Dollar in das Start-up. Die Gründer sagten zu, bis zu eine Milliarde Dollar in OpenAI zu investieren. Musk trat jedoch 2018 nach einem erfolglosen Versuch, die Leitung des Unternehmens zu übernehmen, aus dem Vorstand zurück, nachdem es zu Meinungsverschiedenheiten über die Sicherheit der KI von Open-AI gekommen war. Musk hatte mehrfach öffentlich vor möglichen existenziellen Risiken durch künstliche Intelligenz für die Menschheit gewarnt.
Durch die Veröffentlichung von ChatGPT im November 2022 erreichte OpenAI eine Milliardenbewertung.
Anfang 2023 zeigte Musk sich unzufrieden mit dem Chatbot von OpenAI und warf ihm vor „politisch korrekt“ und „woke“ zu sein und deshalb zu lügen. Er begann deshalb mit der Vorbereitung für die Gründung eines eigenen KI-Unternehmens.
Zudem kritisierte Musk im Februar 2023 via Twitter die Gewinnorientierung von OpenAI Global, LLC, indem er den Screenshot einer vermeintlichen Konversation von ChatGPT mit einem unbekannten Nutzer veröffentlichte, in dem die KI nach Eingabe bestimmter suggestiver Elemente und Fragen die Gründung eines profitorientierten Subunternehmens unter der Schirmherrschaft einer Non-Profit-Organisation als „hoch unethisch und illegal“ (englisch „highly unethical and illegal“) bezeichnete. Jüngere KI-Modelle sind weitgehend proprietär und nicht mehr offen dokumentiert, was wiederum Kritik hervorgerufen und Fragen der Machtkonzentration und Transparenz aufgeworfen hat. Das Unternehmen sei demnach inzwischen ein gewinnorientiertes Unternehmen, das Open Innovation lediglich zur Einbindung fremder Open-Source-Erzeugnisse nutze.

### Gründung und Aufbau von xAI
xAI wurde von Musk am 9. März 2023 in Nevada registriert. Das neue Unternehmen hat seinen Hauptsitz in der San Francisco Bay Area in Kalifornien. Für das neue Start-up wurden Mitarbeiter von OpenAI, DeepMind, Google Research, Microsoft Research, Tesla und Twitter von Musk rekrutiert. Igor Babuschkin, der früher bei Googles DeepMind-Einheit tätig war, wurde von Musk als Leiter der technischen Entwicklung eingestellt. Musk gab die Gründung von xAI am 12. Juli 2023 bekannt. Er verknüpfte das Datum (7 + 12 + 23 = 42) mit dem Buch Per Anhalter durch die Galaxis von Douglas Adams, in dem ein Supercomputer berechnet, dass die Antwort auf die ultimative Frage nach dem Leben, dem Universum und allem 42 ist. xAI ist ein Kofferwort aus dem Namen der Twitter-Holding XCorp und der Abkürzung AI für Artificial Intelligence (künstliche Intelligenz). Erklärtes Unternehmensziel ist es, „die wahre Natur des Universums“ zu verstehen und eine „gute“ KI zu bauen, die „maximal neugierig und wahrheitssuchend“ ist.
Für den Betrieb eines großen Sprachmodells sicherte xAI sich tausende Nvidia-Grafikprozessoren. Im Dezember 2023 meldete das Unternehmen in einer SEC-Pflichtmitteilung, dass es bis zu eine Milliarde US-Dollar an Investorengeldern einsammeln wollte, wovon zunächst 135 Millionen Dollar eingeworben werden konnten. Musk schrieb vier Monate später auf X, dass xAI vorerst keine weitere Finanzierung suche. Das Sprachmodell veröffentlichte xAI im März 2024 als Open Source unter einer freien Apache-Lizenz.
Im Mai 2024 wurden Pläne des Unternehmens bekannt, den weltgrößten Supercomputer zu bauen. Dieser verwendet 100.000 Nvidia-Hochleistungschips und sollte 2025 betriebsbereit sein. Für das Vorhaben hat das Unternehmen sechs Milliarden US-Dollar von Investoren eingesammelt, darunter von Investoren wie Andreessen Horowitz und Sequoia Capital. Der Supercomputer „Colossus“ wurde schließlich schon nach vier Monaten im September 2024 fertig und könnte bei vollem Ausbau auf einen Stromverbrauch von bis zu 200 Megawatt kommen. Mittlerweile ist bereits geplant, die Rechenleistung zu verzehnfachen.
Mit einer weiteren Finanzierungsrunde sammelte xAI im Dezember 2024 sechs Milliarden US-Dollar ein. Die Bewertung des Unternehmens stieg damit auf knapp 50 Milliarden US-Dollar, knapp ein Drittel so viel, wie die von Konkurrent OpenAI. Die Gelder nutzte CEO Musk, um weitere Blackwell-Prozessoren von Nvidia zu erwerben.
Am 10. Februar 2025 unterbreiteten xAI und andere Investoren ein Angebot zur Übernahme von OpenAI für 97,4 Mrd. US-Dollar, welches abgelehnt wurde.

## Produkte

### Grok
Am 4. November 2023 stellte xAI Grok vor, einen KI-Chatbot, der anfänglich ausschließlich in X integriert war. Der Name Grok stammt aus dem 1961 erschienenen Science-Fiction-Roman Fremder in einer fremden Welt von Robert A. Heinlein. Dort bezeichnet das Verb eine besondere Form des tiefen Verstehens.
Grok 1.0 hatte 314 Milliarden Parameter. Der Chatbot kann von den Benutzern auf einen fun mode (Spaßmodus) eingestellt werden, in dem er sarkastische und ironische Antworten gibt. Als Chatbot kann das System auf völlig verschiedene Fragen antworten.
Am 14. August 2024 wurde Grok 2.0 für X-Premium-Abonnenten verfügbar gemacht.
Seit Januar 2025 ist Grok nicht mehr ausschließlich über X zu erreichen, sondern verfügt über eine eigene Website und zugehörige App.
Im Februar 2025 stellte Musk Grok 3.0 vor, welches laut ihm mit den führenden KI-Modellen mithalten können soll.

### Aurora
Am 7. Dezember 2024 veröffentlichte xAI einen Text-zu-Bild-Generator namens Aurora. Aurora wurde später in Grok integriert.

### X
Am 28. März 2025 wurde bekannt, dass xAI das Unternehmen X Corp., das die Social-Media-Plattform X betreibt, in einer reinen Aktientransaktion übernimmt. Die Bewertung von xAI lag bei etwa 80 Milliarden US-Dollar, während die X Corp nach Abzug von 12 Milliarden US-Dollar Schulden mit rund 33 Milliarden US-Dollar angesetzt wurde. Als Ziel der Fusion wurde ausgegeben, die KI-Expertise von xAI mit der Nutzerbasis von X zu kombinieren, um innovative Funktionen und Dienstleistungen zu entwickeln. Nach der Übernahme operiert X Corp. als Teil von xAI, wodurch die Plattform X nun vollständig in das Portfolio des KI-Unternehmens integriert ist.